# برترام رافائيل
برترام رافائيل (بالإنجليزية: Bertram Raphael) هو باحث في مجال الذكاء الاصطناعي أمريكي، ولد في 16 نوفمبر 1936 في نيويورك في الولايات المتحدة.